# BROS.
『BROS.』（ブロス）は、福山雅治 が1991年11月6日にリリースした3枚目のオリジナルアルバムである。

## 解説
- 「BROS.」とは福山雅治のファンクラブ名でもあり、ツアーのタイトルに「WE'RE BROS. TOUR」と名付けられるなど、「BROS.」という言葉に非常にこだわっており、本人にとってもターニングポイントとなっているアルバムとなっている。
- 初回限定盤は、ハードカバーのボックス仕様になっており、通常版のCDと写真集が封入されている。

## 収録曲
| #         | タイトル                     | 作詞      | 作曲      | 編曲      | 時間  |
| --------- | ---------------------------- | --------- | --------- | --------- | ----- |
| 1.        | 「太陽はふたつない」         | 小林和子  | 福山雅治  | 中村修司  | 6:09  |
| 2.        | 「天使の翼にくちづけを」     | 福山雅治  | 中村修司  | 中村修司  | 4:20  |
| 3.        | 「WOH WOW」                  | 福山雅治  | 福山雅治  | 後藤次利  | 4:26  |
| 4.        | 「ただ僕がかわった」         | 福山雅治  | 後藤次利  | 後藤次利  | 5:26  |
| 5.        | 「1991年のクリスマスソング」 | 古賀勝哉  | 福山雅治  | 中村修司  | 5:51  |
| 6.        | 「Running Through The Dark」 | 福山雅治  | 後藤次利  | 後藤次利  | 4:36  |
| 7.        | 「00:20 AM」                 | -         | 中村修司  | 中村修司  | 1:42  |
| 8.        | 「Tomato Game」              | 福山雅治  | 福山雅治  | 後藤次利  | 4:56  |
| 9.        | 「Jの店」                    | 古賀勝哉  | 福山雅治  | 後藤次利  | 3:20  |
| 10.       | 「天国の扉を開けて欲しい夜」 | 古賀勝哉  | 福山雅治  | 後藤次利  | 4:29  |
| 11.       | 「見えない明日」             | 古賀勝哉  | 福山雅治  | 後藤次利  | 5:01  |
| 合計時間: | 合計時間:                    | 合計時間: | 合計時間: | 合計時間: | 50:16 |

### 楽曲解説
1. 太陽はふたつない
この曲にはPVが存在しており、ソフト『BROS.』に収録されている。
2. 天使の翼にくちづけを
この曲にはPVが存在しており、ソフト『BROS.』に収録されている。
3. WOH WOW
4thシングル「WOH WOW／ただ僕がかわった」の1曲目。
イントロに福山の「カモン」という掛け声が加えられたアルバムバージョン。
4. ただ僕がかわった
4thシングル「WOH WOW／ただ僕がかわった」の2曲目。
5. 1991年のクリスマスソング
6. Running Through The Dark
7. 00:20 AM
インストゥルメンタル曲。
8. Tomato Game
9. Jの店
10. 天国の扉を開けて欲しい夜
11. 見えない明日
この曲にはPVが存在しており、ソフト『BROS.』に収録されている。